# Dasyprocta
Dasyprocta (Illiger, 1811) è un genere di roditori di grandi dimensioni della famiglia dei Dasiprottidi comunemente noti come aguti.

## Descrizione

### Dimensioni
Al genere Dasyprocta appartengono roditori di grandi dimensioni, con lunghezza della testa e del corpo tra 375 e 760 mm, la lunghezza della coda tra 12 e 40 mm e un peso fino a 6 kg.

### Caratteristiche craniche e dentarie
Il cranio è lungo, stretto e presenta un rostro lungo e largo, la bolla moderatamente ingrandita, una cresta sagittale sviluppata e un foro infra-orbitale privo di canale supplementare per il passaggio dei vasi sanguigni e dei nervi. Gli incisivi superiori sono piccoli e stretti, i denti masticatori hanno una corona elevata e la superficie occlusiva appiattita.
Sono caratterizzati dalla seguente formula dentaria:

### Aspetto
Il corpo è simile a quello di una lepre, snello con la metà posteriore più sviluppata, il dorso curvato, gli arti lunghi, sottili e un'andatura digitigrada. La pelliccia è corta, densa e ruvida, più lunga sulla groppa, il colore variano dal grigiastro al bruno-rossiccio, talvolta con una striscia dorsale nerastra, mentre le parti ventrali sono più chiare. La testa è grande, ottusa, gli occhi sono grandi, le orecchie sono relativamente corte e appuntite. I piedi hanno quattro dita, con l'ultimo notevolmente ridotto. La coda è ridotta ad un tubercolo. Le femmine hanno quattro paia di mammelle.

## Distribuzione
Si tratta di roditori terricoli diffusi nelle foreste neotropicali, dal Messico meridionale attraverso l'America centrale fino all'Argentina settentrionale e al Brasile. Sono diffusi anche nelle Piccole Antille e a Trinidad e Tobago.

## Tassonomia
Il genere comprende 13 specie.
- Dasyprocta azarae
- Dasyprocta coibae
- Dasyprocta croconota
- Dasyprocta fuliginosa
- Dasyprocta guamara
- Dasyprocta iacki
- Dasyprocta kalinowskii
- Dasyprocta leporina
- Dasyprocta mexicana
- Dasyprocta prymnolopha
- Dasyprocta punctata
- Dasyprocta ruatanica
- Dasyprocta variegata